# Équipe du Burkina Faso de rugby à XV
L'équipe du Burkina Faso de rugby à XV rassemble les meilleurs joueurs de rugby à XV du Burkina Faso et dispute annuellement la deuxième division de la Coupe d'Afrique.

## Histoire
L'un des pionniers incontestables du rugby burkinabé, Halma Gildas a aujourd'hui réussi son pari en implantant le rugby à l'université de Ouagadougou. Du Pilanou à l'O.R.C (Ouaga Rugby Club) en passant par le C.R.C. (Campus Rugby Club), Gildas envisage d'instaurer le rugby dans les casernes du Burkina Faso. Il préside actuellement le club universitaire affilié à la fédération burkinabé de rugby. Le rugby burkinabè compte aussi des équipes à Bobo Dioulasso.
En 2012, 4 équipes phares sont impliquées dans le rugby burkinabè : Patte d'Oie Rugby Club, champion en titre (entrainé par Amed Coulibaly), l'O.R.C. (entrainé par Bruno), la Cité en Deux (entrainé par Salif) et l'U.C.O. entraîné par Sanou. Le P.A.R.C. a gagné successivement le championnat national de rugby en 2010, 2011, 2012, 2013, 2014, 2015. Le Faso Rugby Club a lui gagné le championnat en 2016 et 2017 .
En 2013, l'entraîneur de l'équipe nationale est Laurent Stravato, assisté par Fred Cazenave (préparateur physique). Il a terminé son mandat fin 2015. Il a été remplacé par Thierry Barbe (coach des étalons).

## Palmarès
- 2004 : 3e de la poule Nord A
- 2005 : Champion de la poule Nord
- 2006 : 2e de la poule Nord A
- 2007 : 1er de la poule Nord A (finale non disputée)
- 2008 : Finaliste de la poule Nord
- 2009 : 3e de la poule Nord
- 2010 : 5e de la poule Nord
- 2011 : n/c
- 2012 : 3e (tournoi à 7)
- 2013 : 2e de la poule Nord
- 2014 : Champion de la poule Nord (tournoi à 7) (1. Burkina Faso, 2. Togo, 3. Ghana, 4. Niger, 5. Mali, 6. Bénin)
- 2015 : 3e de la poule Nord (1. Niger, 2. Mali, 3. Burkina Faso, 4. Ghana, 5. Togo, 6 Bénin)
- 2016 : 6e et dernier de la poule Ouest (tournoi à 7)
- 2017: Champion de la poule Nord (1. Burkina Faso, 2. Mali, 3. Niger)